# Saint-Médard-d’Aunis
Saint-Médard-d’Aunis település Franciaországban, Charente-Maritime megyében. Lakosainak száma 2367 fő (2022. január 1.). Saint-Médard-d’Aunis Clavette, Montroy, Saint-Christophe, Sainte-Soulle és Vérines községekkel határos.

## Népesség
A település népessége az elmúlt években az alábbi módon változott:
| Lakosok száma | 713  | 1002 | 1073 | 1449 | 2038 | 2179 | 2255 | 2302 | 2333 | 2367 |
|               | 1968 | 1982 | 1990 | 2006 | 2013 | 2015 | 2017 | 2019 | 2020 | 2022 |